# Xã Berwick, Quận Nemaha, Kansas
Xã Berwick (tiếng Anh: Berwick Township) là một xã thuộc quận Nemaha, tiểu bang Kansas, Hoa Kỳ. Năm 2010, dân số của xã này là 408 người.